# Kazimierz Kupisz
Kazimierz Antoni Kupisz, ps. Kazimierz Juliusz (ur. 2 marca 1921 w Dąbiu k. Łęczycy, zm. 20 maja 2003 w Łodzi) – polski poeta i romanista, doktor habilitowany.

## Życiorys
Ukończył naukę Państwowym Liceum Humanistycznym im. Grzegorza Piramowicza (1939). Następnie studiował filologię polską (1945–1948) i romańską (1945–1950) na Wydziale Filologicznym Uniwersytetu Łódzkiego, uzyskując tytuł magistra na obu kierunkach. W latach 1947–1960 był polonistą i romanistą w szkołach średnich w Łodzi. W latach 1956–1991 pracował w Katedrze Filologii Romańskiej UŁ w międzyczasie będąc jej kierownikiem w latach 1970–1991. W 1962 obronił pracę doktorską poświęconą poezji Louise Labé. W 1968 uzyskał habilitację na Uniwersytecie Adama Mickiewicza w Poznaniu, na podstawie pracy pt. W kręgu myśli i sztuki Małgorzaty z Nawarry.
Prowadził badania naukowe, skoncentrowane na literaturze francuskiego renesansu, ze szczególnym uwzględnieniem literatury kobiecej. Współpracował z Société Internationale des Amis de Montaigne, Société Française des Seizièmistes oraz Association d’Études sur l’Humanisme, la Réforme et la Renaissance. Był członkiem Komitetu Neofilologicznego Polskiej Akademii Nauk (od 1975) oraz Łódzkiego Towarzystwa Naukowego. Jest autorem tomów poezji i dramatów publikowanych głównie pod pseudonimem Kazimierz Juliusz.

### Życie prywatne
Pochodził z rodziny chłopskiej, był synem Antoniego Kupisza i Stefanii z domu Kalińskiej. Mieszkał w Łodzi, przy ul. Przemysłowej 18a. Został pochowany na cmentarzu parafialnym w Siedlcu koło Łęczycy.

## Odznaczenia
- Krzyż Kawalerski Orderu Odrodzenia Polski,
- Złoty Krzyż Zasługi[2].

## Publikacje

### Publikacje naukowe
- Studia z literatury kobiecej XVI stulecia we Francji, 1980;
- W kręgu feminizmu. Studia z literatury kobiecej XVI stulecia we Francji, 1990;
- Elles et luiproblématique féminine des „Essais”, 1985;
- Podręczny słownik polsko-francuski, wydanie I, 1968 (współautor: Bolesław Kielski);
- Podręczny słownik francusko-polski, wydanie I, 1969 (współautor: Bolesław Kielski).

### Twórczość literacka

#### Poezja
- Poezje liryczne z czasów okupacji 1939–1945, Łódź 1996;
- Poezje liryczne. Przed burzą 1938–1939, Łódź 1996;
- Poezje liryczne 1947–1998, Łódź 1998;
- Sonety miłosne, Łódź 1997;
- Okruchy życia (fragmenty), Łódź 1996

#### Proza poetycka
- Wysiedleńce 1942, Łódź 1995

#### Dramat
- Sąd grobów, poema z 1940 roku w dwóch pieśniach z prologiem, Łódź 1995;
- Śmierć Cezarego. Poemat dramatyczny 1940, Łódź 1996;
- Marsylianka, dramat liryczny 1942, Łódź 1996;
- Dworska miłość, tragedia w dwóch aktach 1945, Łódź 1997[4].